# Carmen Olarte
Carmen Olarte là một nữ diễn viên lồng tiếng người Venezuela đã nghỉ hưu, là giọng nói của Amelia Wil Tesla Seyruun trong Slayers và Meloso trong Almendrita trong phiên bản Mỹ Latinh của những bộ anime này. Cô ấy sống ở Washington DC.

## Đóng phim

### Anime
- Amelia - Slayers
- Kathy - Goal FH []
- Meloso - Almendrita

### Hoạt hình
- Fifi - Tiny Toons
- Pimientosa - Histeria!
- Jake - Tazmania
- Meg - Bé Mega
- Super Girl - Cuộc phiêu lưu mới của Superman
- Jay Jay - Jay Jay máy bay phản lực